# Jeroen Zoet
Jeroen Zoet (ur. 6 stycznia 1991 w Veendam) – holenderski piłkarz, występujący na pozycji bramkarza w holenderskim klubie AZ Alkmaar. W latach 2015-2019 reprezentant Holandii. Wychowanek oraz wieloletni zawodnik holenderskiego PSV Eindhoven.